# Fiona pinnata
Fiona pinnata é uma espécie de molusco pertencente à família Fionidae.
A autoridade científica da espécie é Eschscholtz, tendo sido descrita no ano de 1831.
Trata-se de uma espécie presente no território português, incluindo a zona económica exclusiva.